# William Beattie Booth
William Beattie Booth (Perthshire, ca. 1804 - 1874) fue un botánico escocés. Fue reconocido como un experto en Camelias, y en 1829 presentó una exhautiva ponencia sobre el tema en dos reuniones de la Sociedad de Horticultura de Londres Booth se especifica en los documentos publicados como "Garden Clerk (Secretario de Jardín)".

## Publicaciones
- william beattie Booth. 1944. Illustrations and descriptions of the plants which compose the natural order Camellieae, and of the varieties of Camellia japonica, cultivated in the gardens of Great Britain: the drawings by Alfred Chandler. Ilustró Alfred Chandler. Editor Am. Engraving Soc.
- ---------------------------------. 1834. The cottager's manual: containing directions for the proper management of bees and the cultivation of a garden, during each month of the year. Editor E. Heard, 34 pp.
- ---------------------------------. 1831. History and Description of the Species of Camellia and Thea. Edición reimpresa de Kessinger Publ. LLC, 48 pp. ISBN 1162002298
- alfred Chandler, William Beattie Booth. 1831. Illustrations and descriptions of the plants which compose the natural order Camellieæ, and of the varieties of Camelia japonica, cultivated in the gardens of Great Britain. Volumen 1. 80 pp. en línea
- william beattie Booth. 1827. Journal of meteorological observations made in the garden of the horticultural Society at Chiswick during the y. 1826

## Honores
Miembro de
- Sociedad Linneana de Londres[2]
- Real Sociedad de Horticultura[3]

## Eponimia
Género
- (Papaveraceae) Boothia Douglas ex Benth.[4]

Especies
| - (Ericaceae) Rhododendron boothii Nutt. - (Onagraceae) Camissonia boothii (Douglas) P.H.Raven | - (Orchidaceae) Nidema boothii Schltr. - (Polypodiaceae) Cyclophorus boothii (Hook.) C.Chr. |